# Jonathan Elias

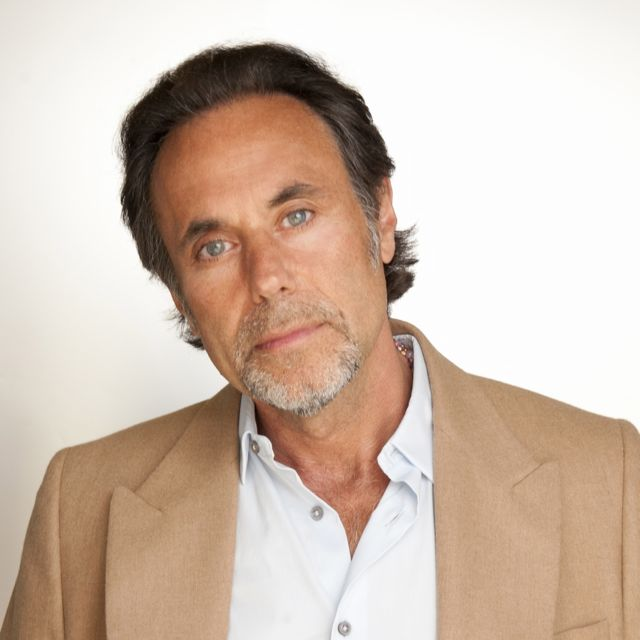
Jonathan Elias (2011)

Jonathan Elias (* 1956 in New York City) ist ein US-amerikanischer Filmkomponist.

## Leben
Elias, der ab dem sechsten Lebensjahr Klavierunterricht hatte, studierte an der Eastman School of Music in Rochester und dem Bennington College in Vermont. 1979 debütierte er als Filmkomponist mit der Musik zu Ridley Scotts Alien. Seit 1986 komponierte er auch für Popmusik-Gruppen wie John Taylors Duran Duran (1988 Album Big Thing), B. B. King, Alanis Morissette, James Taylor und Yes.
1990 erschien inspiriert von Fotos Edward S. Curtis’ sein erstes eigenes Album Requiem for the Americas: Songs from the Lost World, an dem u. a. Toni Childs, Michael Bolton, Patti Scialfa und Jon Anderson mitwirkten.
1992 ging Elias nach Kalifornien, wo u. a. die Musiken zu Chaplin und The Singing Detective entstanden. 1999 wurde seine neunteilige Choralsinfonie The Prayer Cycle uraufgeführt. An der Aufführung wirkten Alanis Morissette, Linda Ronstadt, James Taylor, Ofra Haza aus Israel, der Pakistani Nusrat Fateh Ali Khan, Salif Keita aus Mali und die Tibeterin Yungchen Lhamo mit. Als Fortsetzung des Werkes entstand Prayers in Silence, das vom London Philharmonic Orchestra und Chor und den Solisten Sting, Salif Keita, Rahat Fateh Ali Khan und Jonathan Davis uraufgeführt wurde.

## Diskographie
Soloalben:
- Requiem for the Americas: Songs from the Lost World (1990)
- The Prayer Cycle (1999, Sony Classical)
- American River (2004, Decca Records)
- The Prayer Cycle II (2008, Universal Classics Group)

Als Produzent (Auswahl):
- Big Thing (1987), Duran Duran
- Gutterboy (1990), Gutterboy
- Bulletproof Heart (1990), Grace Jones
- Union (1991), Yes
- The Futurist (2004), Robert Downey Jr.

## Filmografie (Auswahl)
Filme
- 1984: Kinder des Zorns (Children of the Corn)
- 1985: Tuff Turf
- 1986: Vamp
- 1986: 9½ Wochen (9½ Weeks, Titelsong)
- 1985: Nichts wie weg (Almost You)
- 1988: Two Moon Junction
- 1988: Blue Jean Cop (Shakedown)
- 1989: Pfui Teufel – Daddy ist ein Kannibale (Parents)
- 1989: Lolita Kill (Far from Home)
- 1989: Rude Awakening
- 1989: Forced March
- 1992: Chaplin (Titelsong)
- 1993: Morgen früh, so Gott will... (Morning Glory)
- 1994: Leprechaun 2
- 1994: Jailbait
- 1996: Recon
- 2006: Kids – In den Straßen New Yorks (A Guide to Recognizing Your Saints)
- 2007: Pathfinder – Fährte des Kriegers (Pathfinder)
- 2009: Fighting
- 2009: Stephen Kings Kinder des Zorns (Children of the Corn)
- 2011: Ein Cop mit dunkler Vergangenheit – The Son of No One (The Son of No One)

Serien
- 1990: Geschichten aus der Gruft (Tales from the Crypt, Episode The Sacrifice)
- 1999: Pensacola – Flügel aus Stahl (Pensacola: Wings of Gold)
- 1999: The Century: America’s Time
- 2000–2002: Invisible Man – Der Unsichtbare (Invisible Man)